# Fotbalová reprezentace Spojených států amerických
Fotbalová reprezentace Spojených států reprezentuje Spojené státy americké na mezinárodních fotbalových akcích, jako je mistrovství světa nebo Zlatý pohár CONCACAF.

## Mistrovství světa
Seznam zápasů fotbalové reprezentace Spojených států amerických na MS
| Rok    | Účast                                            | Soupisky |
| ------ | ------------------------------------------------ | -------- |
| 1930   | Bronzová medaile                                 | Soupiska |
| 1934   | Vyřazeni v 1. kole Itálií                        | Soupiska |
| 1938   | Vzdali se účasti                                 |          |
| 1950   | Nepostoupili ze skupiny                          | Soupiska |
| 1954   | Nepostoupili z kvalifikace                       |          |
| 1958   | Nepostoupili z kvalifikace                       |          |
| 1962   | Nepostoupili z kvalifikace                       |          |
| 1966   | Nepostoupili z kvalifikace                       |          |
| 1970   | Nepostoupili z kvalifikace                       |          |
| 1974   | Nepostoupili z kvalifikace                       |          |
| 1978   | Nepostoupili z kvalifikace                       |          |
| 1982   | Nepostoupili z kvalifikace                       |          |
| 1986   | Nepostoupili z kvalifikace                       |          |
| 1990   | Nepostoupili ze skupiny                          | Soupiska |
| 1994   | Vyřazeni v osmifinále Brazílií                   | Soupiska |
| 1998   | Nepostoupili ze skupiny                          | Soupiska |
| 2002   | Vyřazeni ve čtvrtfinále Německem                 | Soupiska |
| 2006   | Nepostoupili ze skupiny                          | soupiska |
| 2010   | Vyřazení v osmifinále Ghanou                     | soupiska |
| 2014   | Vyřazeni v osmifinále Belgii                     | soupiska |
| 2018   | Nepostoupili z kvalifikace                       |          |
| 2022   | Vyřazeni v osmifinále Nizozemskem                | Soupiska |
| 2026   | Kvalifikováni (hostitel)                         | Soupiska |
| Celkem | účast – 11× zlato – 0×, stříbro – 0×, bronz – 1× |          |